# Május 20.
Május 20. az év 140. (szökőévben 141.) napja a Gergely-naptár szerint. Az évből még 225 nap van hátra.
Névnapok: Bernát, Felícia + Balabán, Bernárd, Bernarda, Bernardina, Galamb, Gerle, Hanna, Hannadóra, Hannaliza, Hannaróza, Johanna, Kolomba, Kolombina, Palóma, Tália

## Események
- 325 – Az I. egyetemes zsinat Niceában.
- 1498 – Vasco da Gama eléri Indiát.
- 1795 – A magyar jakobinusok (Hajnóczy József, Laczkovics János, Martinovics Ignác, gróf Sigray Jakab és Szentmarjay Ferenc) kivégzése a budai "generális kaszálóréten", amely ekkor kapja a Vérmező nevet.
- 1875 - A nemzetközi Méteregyezmény aláírása. A Nemzetközi Súly- és Mértékügyi Hivatal megalakulása.
- 1927 – Charles Lindbergh New Yorkból elsőnek repüli át 33 és fél óra alatt az Atlanti-óceánt, és 5810 kilométer megtétele után leszáll a párizsi Le Bourget repülőtérre.
- 1939 – A Pan Am elindítja első transzatlanti járatát.
- 1941 – Német csapatok lerohanják Krétát.
- 1995 – Bajkonurból elindul a Mir űrállomás ötödik modulja, a Szpektr.
- 2002 – Kelet-Timor független állam lesz.
- 2007 – A román szavazók felülbírálták a parlament döntését és bizalmat adtak – a parlament által korábban felfüggesztett – Traian Băsescu államfőnek.
- 2007 – Gyurcsány Ferenc miniszterelnök elfogadja Petrétei József igazságügyi és rendészeti miniszter lemondását.
- 2024 – Leteszi hivatali esküjét Tajvan új elnöke, Laj Csing-tö. (Beiktatásakor kijelentette, hogy békés kapcsolatokra törekszik a népi Kínával, amelynek sem behódolni nem hajlandó, sem provokálni nem akarja.)[1]

## Sportesemények
Formula–1
- 1962 –  holland nagydíj, Zandvoort - Győztes: Graham Hill  (BRM)
- 1973 –  belga nagydíj, Zolder - Győztes: Jackie Stewart  (Tyrrell Ford)
- 1984 –  francia nagydíj, Dijon - Győztes: Niki Lauda  (McLaren TAG Porsche Turbo)

## Születések
- 1782 – Ivan Fjodorovics Paszkevics herceg orosz tábornagy, Lengyelország helytartója, az 1848–49-es szabadságharc ellen fellépő cári hadsereg főparancsnoka († 1856)
- 1799 – Honoré de Balzac francia író († 1850)
- 1806 – John Stuart Mill brit filozófus, közgazdász, liberális gondolkodó, az utilitarizmus híve († 1873)
- 1822 – Frédéric Passy francia közgazdász, Nobel-békedíjas († 1912)
- 1851 – Emile Berliner Németországban született amerikai feltaláló. Az első gramofon és a barázdás hanglemez megalkotója. († 1929)
- 1875 – Navratil Ákos közgazdász, jogtudós, a 20. századi magyar közgazdaságtan jelentős elméleti tudósa, az MTA tagja († 1952)
- 1883 – Beke Ödön nyelvész, finnugrista, az MTA tagja († 1964)
- 1883 – I. Fejszál iraki király Huszajn mekkai serif harmadik fia, arab emír és nemzeti vezető, rövid ideig Nagy-Szíria uralkodója († 1933)
- 1888 – Caesar Rudolf Boettger német malakológus († 1976)
- 1903 – László Miklós magyar színész, színpadi szerző, író, forgatókönyvíró († 1973)
- 1906 – Kőrösy Ferenc izraeli magyar vegyészmérnök, az MTA tagja († 1997)
- 1908 – James Stewart Oscar-díjas amerikai színész († 1997)
- 1910 – Gáldi László magyar nyelvész, irodalomtörténész, romanista, műfordító, szótárszerkesztő († 1974)
- 1911 – Faludy László magyar színész, érdemes művész, a Pécsi Nemzeti Színház örökös tagja. († 2000)
- 1913 – Kozák László Jászai Mari-díjas magyar színész, érdemes művész († 1997)
- 1921 – Carl Gunnår Hammarund svéd autóversenyző († 2006)
- 1921 – Aldo Gordini francia autóversenyző († 1995)
- 1926 – Bob Sweikert (Robert Charles Sweikert) amerikai autóversenyző († 1956)
- 1927 – Lee Drollinger (Leo Drollinger) amerikai autóversenyző († 2006)
- 1928 – Keith Ballisat brit autóversenyző († 1996)
- 1936 – Orbán Ottó Kossuth-díjas magyar költő († 2002)
- 1937 – Végvári Tamás Jászai Mari-díjas magyar színész († 2010)
- 1939 – Kovács Klára magyar bábművész, színésznő
- 1942 – David Proval amerikai színész
- 1943 – Levente Péter magyar színész, rendező, színpadi szerző, tanár
- 1944 – Csák Elemér magyar újságíró, szerkesztő, riporter, műsorvezető
- 1944 – Hammang Ferenc olimpiai bronzérmes, világbajnok kardvívó
- 1944 – Joe Cocker angol énekes († 2014)
- 1945 – Petrovits István erdélyi magyar képzőművész
- 1946 – Bozzay Margit magyar manöken, modell, kereskedelmi vezérigazgató († 2018)
- 1946 – Cher amerikai énekesnő, színésznő
- 1948 – Magasházy István Aase-díjas magyar színész († 2014)
- 1949 – Major István Európa-bajnok magyar atléta († 2014)
- 1949 – Pattantyús Anikó Liszt Ferenc-díjas magyar táncművész
- 1949 – Schuster Lóránt a P. Mobil együttes vezetője
- 1950 – Soltis Lajos magyar színész, rendező († 2000)
- 1952 – Szakácsi Sándor Jászai Mari-díjas magyar színész († 2007)
- 1956 – Peremartoni Krisztina Jászai Mari-díjas magyar színésznő
- 1957 – Juhász Ibolya magyar bábművész, színésznő
- 1957 – Lucélia Santos brazil színésznő, rendező, producer
- 1959 – Israel Kamakawiwoʻole amerikai (hawaii) zenész, énekes († 1997)
- 1961 – Olsvay Endre magyar zeneszerző  Archiválva 2021. január 28-i dátummal a Wayback Machine-ben
- 1968 – Timothy Olyphant amerikai színész
- 1968 – Bősze Ádám magyar zenetörténész, műsorvezető
- 1970 – Quirin Ágnes magyar képzőművész, animációsfilm-rendező
- 1975 – Ralph Firman ír autóversenyző
- 1976 – Lilu magyar műsorvezető
- 1977 – Matt Czuchry amerikai színész
- 1977 – Rácz Kármen magyar színésznő, bábművész
- 1977 – Rácz Kriszta magyar színésznő, bábművész
- 1979 – Cozombolis Leonidász Péter magyar énekes és dalszövegíró
- 1981 – Iker Casillas spanyol válogatott labdarúgó
- 1982 – Petr Čech cseh válogatott labdarúgó
- 1986 – Györfi Anna magyar színésznő
- 1987 – Dósa Mátyás magyar színész, énekes
- 1992 – Cate Campbell ausztrál úszónő
- 1992 – Václav Kadlec cseh labdarúgó

## Halálozások
- 1506 – Kolumbusz Kristóf itáliai hajós, felfedező (* 1451)
- 1520 – graborjai Beriszló Péter veszprémi püspök és horvát-szlavón-dalmát bán, az oszmán-törökök elleni harcok egyik jeles hadvezére (* 1475)
- 1733 – Ráday Pál (Ráday I. Pál) II. Rákóczi Ferenc kancellárja, kuruc író, költő, könyvtáralapító (* 1677)
- 1795 – Hajnóczy József ügyvéd, királyi tanácsos, a magyar jakobinus mozgalom egyik vezetője, kivégezték (* 1750)
- 1795 – Laczkovics János huszárkapitány, a magyar jakobinus mozgalom egyik vezetője, kivégezték (* 1754)
- 1795 – Martinovics Ignác ferences rendi szerzetes, teológiai doktor, a magyar jakobinus mozgalom fő szervezője, kivégezték (* 1755)
- 1795 – Sigray Jakab gróf, kőszegi táblai ülnök, a magyar jakobinus mozgalom egyik vezetője, kivégezték  (* 1760 körül)
- 1795 – Szentmarjay Ferenc jogász, kamarai titkár, a magyar jakobinus mozgalom egyik vezetője, kivégezték  (* 1767 körül)
- 1880 – Alexy Károly magyar szobrászművész (* 1816)
- 1896 – Clara Schumann zongoraművész, zeneszerző, Robert Schumann zeneszerző felesége (* 1819)
- 1920 – Ifj. Ábrányi Emil magyar író, költő, műfordító, a „Cyrano” és a „Sasfiók” fordítója (* 1850)
- 1947 – Lénárd Fülöp Nobel-díjas magyar fizikus, egyetemi tanár, akadémikus (* 1862)
- 1952 – Gelei József magyar zoológus, az MTA tagja (* 1885)
- 1965 – Edgar Barth német autóversenyző (* 1917)
- 1981 – Bácsalmási Péter magyar olimpikon, atléta, kosárlabdázó (* 1908)
- 1984 – Bill Holland (William Holland) amerikai autóversenyző (* 1907)
- 1989 – Galgóczi Erzsébet Kossuth-díjas magyar író (* 1930)
- 1993 – Farádi László magyar orvos, politikus, miniszterhelyettes (* 1909)
- 2000 – Jean-Pierre Rampal francia fuvolaművész (* 1922)
- 2002 – Tyll Attila Jászai Mari-díjas magyar színművész, érdemes művész (* 1923)
- 2008 – Raksányi Gellért Kossuth- és Jászai Mari-díjas magyar színművész, a nemzet színésze (* 1925)
- 2012 – Robin Gibb brit énekes, zeneszerző, a Bee Gees tagja (* 1949)
- 2016 – Háromszéki Péter magyar színész, a Veszprémi Petőfi Színház örökös tagja (* 1942)
- 2016 – Rajhona Ádám Jászai Mari-díjas magyar színész, érdemes művész (* 1943)
- 2019 – Niki Lauda (Andreas-Nikolaus Lauda) osztrák autóversenyző, a Formula–1 háromszoros világbajnoka (1975, 1977, 1984) (* 1949)
- 2021 – Puhl Sándor magyar nemzetközi labdarúgó-játékvezető, ellenőr, sportvezető, televíziós szakkommentátor (* 1955)
- 2023 – Lang Györgyi magyar énekesnő, színésznő, a Pa-dö-dő együttes tagja (* 1957)

## Nemzeti ünnepek, emléknapok, világnapok
- A méhek világnapja 2018 óta
- Kameruni Köztársaság - Nemzeti ünnep - a köztársaság napja, 1970